# Línea 68 (AMDET)
La línea 68 fue una línea de transporte urbano de Montevideo, que unía el Buceo y Malvin con La Paz. 

## Historia
Fue inaugurada el 28 de diciembre de 1955 por la Administración Municipal de Transporte en el marco de la puesta en marcha del sistema de trolebuses de la capital. Inicialmente su recorrido era desde la Avenida Millán y la entonces Larrañaga hacía el barrio del Reducto, específicamente en la estación homónima. Al poco tiempo el destino fue modificado, uniendo el barrio de Malvín con Sayago. 
En 1975 con la disolución del ente municipal, la línea le fue otorgada a la Cooperativa de Transportes del Sur, quien modificó su recorrido desde Malvín hacia La Paz como también su forma de operación, ya que dejó de ser operada por trolebuses y pasó a ser operada por autobuses. El 30 de noviembre de 1992 se daría otro cambio en su operación, debido a la disolución de dicha cooperativa, la línea comenzaría a ser operada por la Cooperativa de Obreros y Empleados del Transporte Colectivo, quien decidió modificar  la denominación de dicha línea, pasando a denominarse como línea 468.

## Recorrido original
| - Millán y Larrañaga - Avenida Millán - Guadalupe - San Martín - Avenida de las Leyes - Madrid - Sierra - Avenida Uruguay - E. Acevedo - Guayabo - -Avenida Rivera - Comercio - Verdi - Asturias - Buceo | - Buceo - Asturias - Avenida Rivera - Sierra - Avenida de las Leyes - Avenida San Martín - Guadalupe - Millán - Millán y Larrañaga |

### Ampliación hasta Sayago
| - Sayago - 28 de febrero - Ariel - Avenida Sayago - Avenida Millán - Guadalupe - Avenida San Martín - Avenida Agraciada - Avenida de las Leyes - Madrid - Sierra - Uruguay - E. Acevedo - Guayabo - Rivera - Comercio - Verdi - Asturias - Buceo | - Buceo - Asturias - Avenida Rivera - Sierra - Avenida de las Leyes - Avenida Agraciada - Avenida San Martín - Guadalupe - Millán - Avenida Sayago - Ariel - Ignacion Rivas - Pedro Boggiani |

### Ampliación hasta Malvin
| - Sayago - 28 de febrero - Ariel - Avenida Sayago - Avenida Millán - Guadalupe - Avenida San Martín - Avenida Agraciada - Avenida de las Leyes - Madrid - Sierra - Uruguay - E. Acevedo - Guayabo - Rivera - Comercio - Verdi - Plaza de los Olímpicos - Ámsterdam - Velsen - Almería - Aconcagua - Missouri - Orinoco | - Alejandro Gallinal - Aconcagua - Almería - Santiago de Anca - Rivera - Sierra - Avenida de las Leyes - Agraciada - Avenida San Martín - Guadalupe - Avenida Millán - Avenida Sayago - Ariel - Ignacion Rivas - Pedro Boggiani |